# 俄亥俄號戰艦
俄亥俄號戰艦（舷號BB-12）是一艘隸屬於美國海軍的戰艦，為緬因級戰艦的三號艦。她是美軍第三艘以俄亥俄州為名的軍艦。
俄亥俄號在1898年於三藩市的聯合鋼鐵造船廠開始建造，並在1901年下水，最終在1904年服役。稍後俄亥俄號參與美國大白艦隊（Great White Fleet）的環球航行。美國參與第一次世界大戰後，俄亥俄號主要在外海訓練。1922年俄亥俄號退役，並在1923年出售拆解。